# Vieux-Bourg
Vieux-Bourg és un municipi francès situat al departament de Calvados i a la regió de Normandia. L'any 2007 tenia 80 habitants.

## Demografia

### Població
El 2007 la població de fet de Vieux-Bourg era de 80 persones. Hi havia 28 famílies de les quals 12 eren unipersonals (12 dones vivint soles i 12 dones vivint soles), 4 parelles sense fills i 12 parelles amb fills.
La població ha evolucionat segons el següent gràfic:
Habitants censats

### Habitatges
El 2007 hi havia 58 habitatges, 32 eren l'habitatge principal de la família, 24 eren segones residències i 2 estaven desocupats. Tots els 58 habitatges eren cases. Dels 32 habitatges principals, 27 estaven ocupats pels seus propietaris i 5 estaven llogats i ocupats pels llogaters; 1 tenia dues cambres, 6 en tenien tres, 6 en tenien quatre i 19 en tenien cinc o més. 29 habitatges disposaven pel capbaix d'una plaça de pàrquing. A 16 habitatges hi havia un automòbil i a 16 n'hi havia dos o més.

### Piràmide de població
La piràmide de població per edats i sexe el 2009 era:
| Homes | Edats   | Dones |
| ----- | ------- | ----- |
| 0     | 95 o +  | 0     |
| 0     | 90 a 94 | 8     |
| 0     | 85 a 89 | 0     |
| 0     | 80 a 84 | 0     |
| 4     | 75 a 79 | 4     |
| 0     | 70 a 74 | 0     |
| 4     | 65 a 69 | 0     |
| 0     | 60 a 64 | 0     |
| 0     | 55 a 59 | 0     |
| 0     | 50 a 54 | 0     |
| 12    | 45 a 49 | 0     |
| 0     | 40 a 44 | 4     |
| 4     | 35 a 39 | 8     |
| 0     | 30 a 34 | 4     |
| 0     | 25 a 29 | 0     |
| 0     | 20 a 24 | 0     |
| 8     | 15 a 19 | 0     |
| 0     | 10 a 14 | 0     |
| 4     | 5 a 9   | 8     |
| 0     | 0 a 4   | 0     |

## Economia
El 2007 la població en edat de treballar era de 55 persones, 37 eren actives i 18 eren inactives. De les 37 persones actives 33 estaven ocupades (16 homes i 17 dones) i 4 estaven aturades (2 homes i 2 dones). De les 18 persones inactives 9 estaven jubilades, 3 estaven estudiant i 6 estaven classificades com a «altres inactius».
Activitats econòmiques
Dels 3 establiments que hi havia el 2007, 2 eren d'empreses de construcció i 1 d'una empresa de comerç i reparació d'automòbils.
Dels 2 establiments de servei als particulars que hi havia el 2009, 1 era un guixaire pintor i 1 fusteria.

## Poblacions més properes
El següent diagrama mostra les poblacions més properes.